# Franz-Josef Rehrl
Franz-Josef Rehrl (Schladming, 15 maart 1993) is een Oostenrijkse noordse combinatieskiër. Hij vertegenwoordigde zijn vaderland op de Olympische Winterspelen 2018 in Pyeongchang.

## Carrière
Rehrl maakte zijn wereldbekerdebuut in december 2011 in Ramsau. In februari 2013 scoorde hij in Almaty zijn eerste wereldbekerpunten. In januari 2017 behaalde de Oostenrijker in Lahti zijn eerste toptienklassering in een wereldbekerwedstrijd. Tijdens de Olympische Winterspelen van 2018 in Pyeongchang eindigde Rehrl als dertiende op de gundersen normale schans.
In november 2018 stond hij in Lillehammer voor de eerste maal in zijn carrière op het podium van een wereldbekerwedstrijd. Op 18 januari 2019 boekte de Oostenrijker in Chaux-Neuve zijn eerste wereldbekerzege. Op de wereldkampioenschappen noordse combinatie 2019 in Seefeld veroverde Rehrl de bronzen medaille op de gundersen grote schans, op de gundersen normale schans eindigde hij op de vierde plaats. Samen met Bernhard Gruber, Mario Seidl en Lukas Klapfer behaalde hij de bronzen medaille in de landenwedstrijd, op de teamsprint sleepte hij samen met Bernhard Gruber de bronzen medaille in de wacht.

## Resultaten

### Olympische Winterspelen
| Jaar | Plaats      | Resultaten       |
| ---- | ----------- | ---------------- |
| 2018 | Pyeongchang | 13e Gundersen NH |

### Wereldkampioenschappen
| Jaar | Plaats  | Resultaten                                         |
| ---- | ------- | -------------------------------------------------- |
| 2019 | Seefeld | 4e Gundersen NH · Gundersen LH · Team · Teamsprint |

### Wereldbeker
Eindklasseringen
| Seizoen   | Plaats |
| --------- | ------ |
| 2012/2013 | 64e    |
| 2013/2014 | 70e    |
| 2015/2016 | 32e    |
| 2016/2017 | 19e    |
| 2017/2018 | 18e    |
| 2018/2019 | Brons  |
| 2019/2020 | 13e    |

Wereldbekerzeges
| Datum           | Plaats      | Onderdeel       |
| --------------- | ----------- | --------------- |
| 18 januari 2019 | Chaux-Neuve | 5 km Gundersen  |
| 19 januari 2019 | Chaux-Neuve | 10 km Gundersen |